# Limnebius theryi
Limnebius theryi är en skalbaggsart som beskrevs av Guillebeau 1891. Limnebius theryi ingår i släktet Limnebius och familjen vattenbrynsbaggar. Inga underarter finns listade i Catalogue of Life.